# Alfredo Mendoza
Alfredo Damián Mendoza Sulewski (Encarnación, 12 dicembre 1963) è un ex calciatore paraguaiano, di ruolo attaccante.

## Caratteristiche tecniche
Giocava come attaccante, sia da ala sinistra che da centravanti.

## Carriera

### Club
Debuttò in patria con il Cerro Porteño di Asunción; vi passò le stagioni dal 1983 al 1985, prima di lasciare il Paraguay per tentare fortuna all'estero. Trasferitosi in Colombia, giocò dapprima nell'Independiente Medellín e successivamente nel Deportivo Cali, con cui partecipò alla Coppa Libertadores 1987; comunque, la sua esperienza in quest'ultima squadra non fu positiva, e a fine stagione venne acquistato dal Brest, squadra francese, che gli permise di misurarsi per la prima volta in carriera con il calcio europeo. Nel paese transalpino, però, Mendoza non riscosse molto successo, dato che in ventuno partite non mise a segno alcuna rete: venne dunque ceduto al Deportivo Mandiyú, squadra da poco promossa in massima serie argentina. Con il club dalla maglia verde tornò al gol, terminando la stagione a quota otto marcature; in seguito il Newell's Old Boys lo prelevò, e lo mantenne nella propria rosa fino al 1995, anno in cui si trasferì in Messico, all'Atlas di Guadalajara, per chiudere la carriera.

### Nazionale
Debuttò in Nazionale il 2 giugno 1983. Partecipò alla Copa América 1983 con la maglia della propria selezione, giocando da titolare la prima partita contro il Brasile; nella seguente, partì dalla panchina, entrò al posto di Morel e venne sostituito a sua volta da Garay. Fu successivamente convocato per il campionato del mondo 1986; nella competizione giocò come attaccante titolare tutte e quattro le partite del Paraguay, contro Iraq, Messico Belgio e Inghilterra. In seguito, partecipò alla 1989: affiancò Ferreira nella coppia d'attacco scelta dall'argentino Manera per le prime tre partite, saltando l'ultima del girone contro il Brasile padrone di casa. Una volta guadagnato l'accesso alla fase successiva, Mendoza venne nuovamente schierato, e saltò l'altro incontro con la selezione ospitante; in totale, giocò cinque partite su sette. La sua ultima presenza internazionale risale al 1993.

## Palmarès

### Club

#### Competizioni nazionali
- Campionato argentino: 1

Newell's: Clausura 1992